# عبدالله مؤمنی
عبدالله مؤمنی (۱۰ خرداد ۱۳۵۶ در کوهدشت) فعال سیاسی جمهوری‌خواه و رئیس سابق تشکیلات دفتر تحکیم وحدت و سخنگوی ادوار تحکیم وحدت است. وی سابقهٔ بازداشت و تحمل زندان را به خاطر فعالیت‌های سیاسی خود دارد. او همچنین توسط وزارت دادگستری آمریکا بخاطر دور زدن تحریم‌های آمریکا علیه حکومت ایران، تحت پیگرد بین‌المللی قرار دارد.
او دارای تحصیلات لیسانس جامعه‌شناسی از دانشگاه تربیت معلم (خوارزمی) و فوق لیسانس در رشته جامعه‌شناسی از دانشگاه علامه طباطبایی است. او پس از انتقال از بند امنیتی ۲۰۹ به بند عمومی ۳۵۰ زندان اوین از طریق شرکت در امتحانات پیام نور در مدت زمان در بند بودن موفق به اخذ مدرک کارشناسی رشته حقوق شداست و در حال حاضر دانشجوی رشته جامعه‌شناسی سیاسی در مقطع دکتری از دانشگاه واحد علوم و تحقیقات تهران می‌باشد که توسط وزارت اطلاعات منع درس شد.

## زندگی‌نامه
عبدالله مؤمنی در سال ۱۳۵۶ در کوهدشت به دنیا آمد. او تحصیلات خود را در مقطع لیسانس در دانشگاه تربیت معلم تهران آغاز کرد و در رشته جامعه‌شناسی فارغ‌التحصیل شد. او تحصیلاتش را در همین رشته در مقطع کارشناسی ارشد در دانشگاه علامه ادامه داد و رشته حقوق را هم در ایامی که در زندان اوین به سر می‌برد در دانشگاه پیام نور خواند و مقطع دکتری را هم در دانشگاه علوم و تحقیقات ادامه داد.

### فعالیت‌های دانشجویی

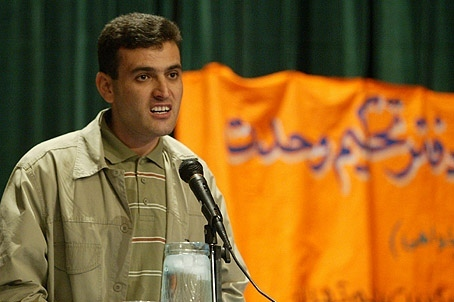
عبدالله مؤمنی در مراسم افتتاحیهٔ یازدهمین اردوی سالانه دفتر تحکیم وحدت

مهم‌ترین دوران فعالیت سیاسی عبدالله مؤمنی حضورش به عنوان فعال دانشجویی در تشکیلات تحکیم وحدت و ریاست دفتر تحکیم وحدت و سخنگویی ادوار تحکیم وحدت بوده‌است. او در سال ۱۳۷۵ عضو این تشکیلات شده بود.
عبدالله مؤمنی در دوره دوم ریاست جمهوری خاتمی، در کنار سایر فعالان دانشجویی تشکیلات تحکیم نقش مهمی در برخی تغییرات کلان در سیاست‌های دفتر تحکیم داشت. اگر تا پیش از آن تحکیم و جریانات دانشجویی به عنوان حامیان رئیس جمهور و مجلس اصلاح‌طلب عمل می‌کردند، بعد از اتفاقات کوی دانشگاه در سال ۱۳۷۸ کم‌کم این ایده رشد کرد که باید جریانات دانشجویی کاملاً از قدرت کنار بکشند و سعی کنند تا جنبه انتقادی خود را حتی نسبت به اصلاح‌طلبان حفظ کنند.
در دوره فعالیت عبدالله مؤمنی دفتر تحکیم وحدت رسماً از جبهه دوم خرداد خارج شد و اعلام نمود که با توجه به ناسازگاری ماهیت جریان دانشجویی که جریانی منتقد قدرت باید باشد و به‌دنبال سهم خواهی سیاسی از ساختار سیاسی نباشد و در جهت عمل به کارویژه‌های انتقادی و مستقل دانشجویی از جبهه دوم خرداد خارج می‌شود.
دفتر تحکیم که تا نیمه دوم دهه هفتاد با مشارکت در انتخابات ها و معرفی کاندیدا و لیست انتخاباتی نقشی شبه حزبی داشت و عضو تشکل‌ها و گروه‌های موسوم به خط امام که بعدتر با عضویت در جبهه اصلاحات نقش و کارکردی شبیه احزاب و گروه‌های سیاسی داشت؛ اما با شروع رویکردهای انتقادی در طی سالیان پس از دوم خرداد ۱۳۷۶ در خصوص این نوع رویکرد حزبی و سیاسی دفتر تحکیم؛ عملاً در طی سالهای ۱۳۸۰ بدین سو این رویکرد و کارکرد حزبی برای جنبش دانشجویی کنار گذاشته شد و ضمن حمایت از اصلاحات دموکراتیک کنش‌های دفتر تحکیم وحدت با حفظ فاصله انتقادی یا نیروهای موجود در ساختار حکومت و مرزبندی با نگرش‌های صرف معطوف به قدرت بسمت استراتژی‌های نوین نقد قدرت و دوری از حاکمیت سمت و سوی رویکردهایش را تنظیم نمود.
جراحی در ساختار ایدئولوژیک دفتر تحکیم در دوره‌ای صورت گرفت که مؤمنی نقش برجسته‌ای در فراکسیون مدرن آن داشت. نتیجه این تغییرات باعث شد که شکاف و انشقاق عمیقی در درون تحکیم و بین نیروهای آن ایجاد شود. همچنین این رویکرد تازه باعث شد که کلا رابطه تحکیم با نهادهای قدرت در ایران تغییر کند. اگر تا پیش از آن همواره دفتر تحکیم در مهمانی‌های بیت رهبری نماینده‌ای داشت و کمتر عضوی از آن به زندان یا نهادهای قضایی احضار می‌شد، بعد از این سال‌ها همه چیز تغییر کرد. حمایت اصلاح‌طلبان از طیف سنتی و نزدیک به حکومتِ تحکیم وحدت باعث شد که اختلافات بنیادینی بین برخی نیروهای مدرن در جنبش دانشجویی همچون عبدالله مؤمنی با اصلاح‌طلبان ایجاد شود. و از دیگر سو با قطع رابطه تحکیم وحدت و بیت رهبری، موج دستگیری و احضار فعالان دانشجویی آغاز شد.
عبدالله مؤمنی در جمع‌بندی از عملکرد هشت ساله اصلاحات و خاتمی براین باور بوده که اصلاح‌طلبان درون ساختار بر ایدهٔ اصلاح از درون اصرار دارند ولی با توجه به اینکه ما آن را برای تحقق اصلاحات و دموکراتیک کردن ساختار قدرت کارآمد نمی‌دانستیم و رویکرد اصلاح بیرون از ساختار را از طریق تقویت جامعه مدنی و اصلاحات جامعه محور طرح نمودیم.
آنها معتقد بودند با حضور در انتخابات و به دست گرفتن دولت می‌توانند مسیر اصلاحات را ادامه دهند و تقویت نهادهای مدنی را فراهم کنند و در کل دولت محور بودند ولی ما به رویکرد بیرون از ساختار از طریق اصلاحات جامعه‌محور و تغییرات جامعه مدنی معتقد بودیم و می‌گفتیم از طریق توجه به زیرساخت‌های جامعه و ساماندهی مطالبات اجتماعی و ایجاد سازمان‌های مدنی برای رهبری جمعی حرکت اصلاحی می‌شود حکومت را وادار به پذیرش اصلاحات کرد. از این جهت معتقد بودیم ابتدا باید به جامعه برگردیم و پیوند خود را با جامعه برقرار کنیم و بازیابی اعتماد عمومی را فراهم کنیم و بعد وارد سازوکار انتخابی شویم.
به نظرم انتخاباتهای سالهای ۷۶–۸۴ نشان داد که ایدهٔ اصلاح از درون نمی‌تواند برای اصلاحات کارساز باشد، شیوه‌های اصلاح از درون برای اقناع و به صحنه کشیدن مردم برای حمایت از اصلاح‌طلبان و همچنین تغییرات اساسی دموکراتیک مدنظر اصلاح‌طلبان در ساختار قدرت کارساز نیست.

## بازداشت در سال های ۱۳۸۱- ۱۳۸۲-۱۳۸۶-۱۳۸۸-۱۴۰۲

### ۱- بازداشت در سال ۱۳۸۱
مؤمنی درسال ۱۳۸۱ پس از صدور حکم اعدام بخاطر نقد روحانیت برای سید هاشم آقاجری دفتر تحکیم وحدت با اعتراضات سراسری در دانشگاه‌های کشور و تعطیلی کلاس‌های درس، به این حکم اعتراض کرد. دو روز پس از برگزاری چند تجمع گسترده اعتراضی در دانشگاه شریف و تربیت مدرس و امیرکبیر عبدالله مؤمنی به‌همراه برخی از شورای مرکزی تحکیم بازداشت انفرادی در بند دو الف شدند. او کمی بعد آزاد می‌شود.

### ۲- بازداشت در سال ۱۳۸۲
مؤمنی در ۳۰ خرداد ۱۳۸۲ پس از برگزاری تجمعات دانشجویی در دانشگاه‌های شهر تهران دراعتراض به خصوصی‌سازی در دانشگاه‌ها بازداشت شد.

### پس از آزادی موقت
او به مدت دو ماه در بازداشگاه بود و بعد از آزادی از زندان با شرکت در یک کنفرانس خبری از اعمال خشونت و شکنجه در بازجویی سخن گفت. او در اعتراض به خشونت‌ها در زندان، نامه‌ای خطاب به سید علی خامنه‌ای نوشت. در بخشی از این نامه آمده:
بازجویان اصرار به اعتراف به داشتن رابطهٔ نامشروع با دیگران، داشتند، قسم خوردم که به زنم پایبند بوده‌ام و نوشتم «من هیچ رفتار و عمل غیراخلاقی نداشته‌ام.» پس از خواندن کاغذ بازجویی، با مشت و لگد و سیلی به جان من افتادند و پس از کتک کاری مفصل و تحقیر و توهین گفتند «به تو اثبات می‌کنیم که حرامزاده و ولدزنا هستی.» نتیجه آن فروکردن سر من در چاه توالت بود، آن چنان‌که کثافت‌های درون توالت به دهان و حلق من وارد و به مرحله خفگی رسیدم. می‌گفتند که «باید کاملاً توضیح دهی که با چه کسی در چه زمانی و در کجا و چگونه ارتباط داشته‌ای» و حتی از من می‌خواستند که در برگه بازجویی ام بنویسم که «در دوران کودکی مورد تجاوز جنسی قرار گرفته‌ام». بارها به تجاوز و استعمال بطری و شیشه نوشابه و چوب تهدید می‌شدم تا جایی که فی‌المثل بازجوی وزارت اطلاعات جمهوری اسلامی بیان می‌کرد که چوبی را در … استعمال می‌کنیم که صدتا نجار نتواند آن را در بیاورد.
در بهمن ۱۳۸۲، عبدالله مؤمنی با جمعی از نمایندگان دفتر تحکیم وحدت در محل تحصن نمایندگان مجلس حاضر شد سخنرانی خود را با این تیترکه «دیر شروع کردید»! آغاز نمود. او در این سخنرانی، تحصن را اقدامی به‌جا و شایسته دانست.
در آذر ماه ۱۳۸۳ جمعی از اصلاح گرایان و روشنفکران ایرانی منتقد نظام جمهوری اسلامی در داخل و خارج از ایران طرحی با عنوان فراخوان ملی برگزاری رفراندوم از طریق سایت اینترنتی به نظرخواهی همگان گذاشته‌اند. مبتکران این طرح خانم مهرانگیز کار، حقوقدان و آقایان محسن سازگارا، روزنامه‌نگار، محمد ملکی رئیس پیشین دانشگاه تهران در اوایل انقلاب اسلامی، ناصر زرفشان حقوقدان، اکبر عطری، رضا دلبری و عبدالله مؤمنی، فعالان جنبش‌های دانشجویی بودند.

### دادگاه رسیدگی به پرونده
در سال ۱۳۸۵، دادگاه رسیدگی به اتهامات او در پرونده مربوط به سال ۱۳۸۱ و ۱۳۸۲ مورد بررسی قرار گرفت. دادگاه بدوی، با اتهام‌های «اقدام علیه امنیت ملی از طریق اجتماع و تبانی برای اقدام علیه امنیت کشور»، «تبلیغ علیه نظام و انجام سخنرانی و مصاحبه علیه نظام»، «برگزاری تجمع غیرقانونی»، «توهین به رهبر»، «توهین به مقدسات»، «تمرد از دستور پلیس» و «توهین به رئیس‌جمهور وقت» برگزار شد که مؤمنی از بسیاری از آنها تبرئه شد. پس از پایان بررسی‌ها، شعبه ۲۶ دادگاه انقلاب تهران، مؤمنی را به اتهام اقدام علیه امنیت ملی از طریق اجتماع و تبانی برای اقدام علیه امنیت کشور و برگزاری تجمعات غیرقانونی به پنج سال که به مدت پنج سال به حالت تعلیق درمی‌آید و نیز پنج سال محرومیت از حقوق اجتماعی محکوم کرد. این حکم در شعبه ۳۶ دادگاه تجدیدنظر استان تهران به پنج سال حبس که به مدت ۲۳ ماه به حالت تعلیق درمی‌آید، کاهش یافت.

### ۳- بازداشت در سال ۱۳۸۶
در سال ۸۶ دفتر تحکیم وحدت، مراسمی را تحت عنوان سالگرد ۱۸ تیر و حمله به کوی دانشگاه در مقابل دانشگاه امیرکبیر تدارک دید. نیروهای امنیتی اما در همان روز به دفتر این نهاد رفته و تمام اعضاء این دفتر که مؤمنی در میان آنان بود را دستگیر کردند. در تیر ماه ۱۳۸۶ که وی بازداشت شده بود، نیروهای امنیتی جمهوری اسلامی، منزل او را بازرسی و تفتیش کردند و ۴ کارتن از وسایل شخصی او از جمله کیس کامپیوترش را ضبط کردند.

### ۴- بازداشت در سال ۱۳۸۸
مؤمنی یکی از اعضای ستاد مهدی کروبی و از حامیان او در انتخابات سال ۸۸ بود. عبدالله مؤمنی در تاریخ ۳۱ خرداد ۱۳۸۸ پس از انتخابات دهمین دوره ریاست جمهوری ایران در ساختمان ستاد شهروند آزاد در میدان ونک تهران که ریاست ستاد شهروند آزاد (حامیان کروبی) را بر عهده داشت بازداشت شد.
او در دادگاه به شش سال حبس محکوم که با وجود ۲۳ ماه حکم تعلیقی قبلی، حکم بیش از هفت سال شد که پنج سال از آن اجرایی بود و در تمام این پنج سال تنها یک بار به مرخصی آمد و چهار سال از آن را بدون هیچ‌گونه مرخصی در زندان به سر برد. در فروردین سال ۱۳۸۹ حکم دادگاه تجدید نظر قطعی شد و حکم بدوی در مرحله تجدید نظر به پنج سال قطعی گردید. از این مدت زندان را نه ماه در بند امنیتی ۲۰۹ گذراند که هشت ماه آن به‌صورت انفرادی بوده‌است و بقیه مدت زندان را در بند۳۵۰ اوین گذراند. مؤمنی در ۲۲ اسفند ۱۳۹۶ پس از گذراندن ۵ سال حبس خود، آزاد شد.

### پس از آزادی
مؤمنی در سال ۱۳۹۶ برای کاندیداتوری در انتخابات شورای شهر تهران ثبت نام کرد. صلاحیت او تأیید شد اما کمی بعد، فرمانداری تهران نام او را از لیست کاندیدای این انتخابات حذف کرد.
در سال ۱۴۰۱ با فعالیت‌های سیاسی در بیانیه‌ای تنها راهکار «خشونت‌پرهیز و دموکراتیک» برای گذار از جمهوری اسلامی را «مراجعه به آراء ملت با برگزاری نوعی همه‌پرسیِ آزاد» عنوان کرد. پس از آن بود که در هشتم اسفند ۱۴۰۱، وزارت اطلاعات جمهوری اسلامی در نامه‌ای به دانشگاه علوم و تحقیقات تهران اعلام کرد تا قبولی عبدالله مؤمنی در مقطع دکتری این دانشگاه، «ملغی اعلام» شود.

### ۵- بازداشت در سال ۱۴۰۲
مؤمنی در هفتم اردیبهشت ماه ۱۴۰۲ بازداشت شد. علت بازداشت او را حضورش به عنوان یکی از سخنرانان همایش مجازی «گفتگو برای نجات ایران» دانسته‌اند. وی در ۱۰ اردیبهشت همان سال به قید وثیقه آزاد شد. در ۲۱ آبان ۱۴۰۲، شعبه ۲۹ دادگاه انقلاب مؤمنی را به جرم «فعالیت تبلیغی علیه نظام جمهوری اسلامی» به خاطر شرکت در این همایش، به یک سال حبس تعزیری و ضبط و مصادره تلفن همراه و کلیه لوازم الکترونیکی به نفع دولت محکوم کرد.
تأیید حکم ۱ سال زندان دادگاهِ بدوی در آذرماه ۱۴۰۲ 
حسن اسدی زیدآبادی، وکیل دادگستری ضمن انتشار این خبر نوشت: «‎قربان بهزادیان‌نژاد و عبدالله مؤمنی به اتهام تبلیغ علیه نظام از طریق شرکت در همایش گفتگو برای نجات ایران، هر کدام توسط شعبه ۳۶ دادگاه تجدیدنظر تهران به یک سال حبس محکوم شدند.»
حضور در واحد اجرای احکام دادسرای زندان اوین برای تحمل یک سال حبس
عبدالله مؤمنی صبح چهارشنبه ۲۷ دی‌ماه با حضور در واحد اجرای احکام برای تحمل یک سال حبس به اتهام «شرکت در همایش گفت‌وگو برای نجات ایران» به زندان فرستاده شد.
به گفته وکیل وی، حسن اسدی زیدآبادی، زندانی شدن این فعال شناخته شده سیاسی به دنبال ابلاغ احضاریه و چندین نوبت تماس مبنی بر لزوم حضور در اجرای احکام بوده‌است.
ضرب و شتم توسط تیم حفاظت دادسرای شهید مقدسی
عبدالله مؤمنی صبح چهارشنبه ۲۷ دی‌ماه در هنگام انتقال، مطابق قانون از زدن دستبند خودداری نموده بود اما با اعمال خشونت شدید و توسل بزور به او دستبند زدند و در همین حال که مؤمنی در برابر این اعمال وحشیانه برای زدن دستبند مقاومت می‌کرد او را با فشار و کتک جهت انتقال به زندان جابجا می‌کردند.
گزارش بهمن احمدی امویی از ضرب و شتم عبدالله مؤمنی زندانی سیاسی و فرزندانش حین انتقال به زندان اوین

## اتهام دور زدن تحریم‌ها در دستگاه قضایی آمریکا
او در زمستان ۱۳۹۹ در حالی که همچنان در ایران سکونت داشته متهم به دور زدن تحریم‌های آمریکا علیه ایران شد. وزارت دادگستری آمریکا عبدالله مؤمنی و دو همدستش را متهم کرده که «شرکت‌های آمریکایی را فریب داده‌اند، کالاهای حساس آمریکایی را از طریق غیرقانونی به دست آورده‌اند و با نقض قانون آمریکا این کالاها را از مسیر امارات متحده عربی به ایران منتقل کرده‌اند.» او در بیانیه‌ای اتهام دور زدن تحریم‌های جمهوری اسلامی را رد کرد.

## بیانیه ها
- عبدالله مومنی شرکت در  انتخابات ریاست جمهوری ۱۴۰۳ را تحریم کرد.[۴۲][۴۳][۴۴]
- عبدالله مومنی بهمراه ۱۶  نفر از فعالان مدنی و سیاسی در ایران خواستار برگزاری «رفراندم "همه پرسی" آزاد، شفاف و با نظارت نهادهای مستقل بین‌المللی برای تشکیل مجلس مؤسسان در راستای شکل‌گیری دولت ملی و فراگیر به‌منظور گذار دموکراتیک» شدند.[۴۵][۴۶][۴۷][۴۸][۴۹][۵۰]
- عبدالله مومنی بهمراه یش از ۸۰۰ شخصیت ایرانی از پیشنهاد میرحسین موسوی برای تشکیل مجلس موسسان و تغییر قانون اساسی و گذار از جمهوری اسلامی  حمایت کردند.[۵۱][۵۲]

## موضع‌گیری‌های سیاسی
«... «با کسانی که در خارج از کشور هستند و از عدم شرکت در انتخابات حرف می‌زنند، هیچ مبنای مشترکی ندارم. چون آنها تحت لوای خواسته‌ایی به‌نام نه به جمهوری اسلامی، تدارک بحث عدم شرکت در انتخابات را می‌بینند، بنده چنین مبنایی ندارم.»
عبدالله مؤمنی در مصاحبه با بی‌بی‌سی فارسی به تاریخ ۲۵ مه ۲۰۲۱.

- راهبردهای اساسی دفتر تحکیم در دوره فعالیت عبدالله مؤمنی و فعالان دانشجویی در دهه هشتاد دوری از قدرت و همراهی با ملت[۵۴]بوده‌است.
- مرزبندی با حاکمیت و استقلال حرکت دانشجویی از نهادهای حکومتی
- تلاش برای شکل‌گیری پارلمان دانشجویی
- -ایجاد فضای مشارکتی برای حضور دانشجویان با سلایق گوناگون در انتخابات انجمن‌های اسلامی دانشجویان
- نقادی قدرت
- دوری گزیدن از کارکرد سیاسی و حزبی و ایفای کارکرد روشنفکرانه
- خروج از جبهه دوم خرداد و تشکل‌های سیاسی موسوم به خط امام[۵۵]
- امتناع جنبش دانشجویی از هر گونه حضور سیاسی معطوف به قدرت بخاطر تناقض با روحیه آرمانخواهی جنبش دانشجویی
- -فاصله انتقادی با سیاستمداران و نزدیکی فکری و اندیشه ای به جریانات روشنفکری و نواندیش مذهبی
- -تلاش برای پرداختن به مطالبات صنفی دانشجویی
- -همگرایی با دیگر جریانات اجتماعی در سپهر عمومی جامعه نظیر زنان و کارگران و معلمان
- -تلاش در راستای حمایت و حرکت بر مبنای اعلامیه جهانی حقوق بشر در جهت حمایت از حقوق شهروندی و به‌خصوص حقوق زندانیان سیاسی
- مؤمنی معتقد بود «رای به کروبی رای به دموکراسی و حقوق بشر است.»[۵۶]
- او یکی دیگر از موارد نقض حقوق بشر در ایران را نقض حقوق قومیت‌ها می‌داند و می‌گوید: ‏"نحوه رفتار نهادهای امنیتی با فعالان قومی و مطالباتشان به نوعی پاک کردن صورت مسئله است". ‏[۵۷]
- با توجه به اینکه عزم جدی حاکمیت برای برخورد با جنبش زنان وتخطئهٔ کمپین یک میلیون امضا می‌داند: ‏"تلاشهای منسجم زنان در عرصه عمومی برای شناساندن حقوق نقض شده زن در قوانین ایران، نمونه ای موفق از حضور فعالان تحول خواه در جامعه مدنی با تکیه برخواسته‌های طبیعی اما زیر پا گذاشته شده جمعیت عظیم زنان کشور است و باید از سوی سایر فعالان سیاسی و مدنی مورد حمایت قرار گیرد[۵۸]
- حمایت از مطالبات جنبش زنان و حمایت جنبش دانشجویی، از جریانات زنان و کارگری و مدنی در دوران فعالیت عبدالله مؤمنی به‌صورت مشهود و پررنگ وجود داشته؛ حمایت از کمپین یک میلیون امضاء که در جهت خواسته‌های زنان و برابری حقوق آنها بوده در فعالیت و کنش‌های دانشجویی مؤمنی و دفتر تحکیم پررنگ بوده‌است.[۵۹]